# نوکیا لومیا ۱۳۲۰
-نوکیا لومیا ۱۳۲۰ تلفن هوشمند (فبلت) مجهز به سیستم عامل ویندوز فون ۸ و قابل ارتقاء به ویندوز فون ۸٫۱ ساخت شرکت نوکیا می‌باشد که در ۲۲ اکتبر در سال ۲۰۱۴ معرفی شد. صفحه نمایش این گوشی بزرگترین صفحه نمایش در بین تلفن‌ های هوشمند می‌باشد، این تلفن همراه به رنگ‌های زرد، سفید، مشکی، قرمز عرضه شده‌است.

## -پیوند به بیرون
- صفحه مایکروسافت